# Li Wenliang
En aquest nom xinès, el cognom és Li.

Li Wenliang (xinès simplificat: 李文亮, pinyin: Lǐ Wénliàng; Beizhen, 12 d'octubre de 1986 – Hospital Central de Wuhan, 7 de febrer de 2020) va ser un oftalmòleg xinès de l'Hospital Central de Wuhan, un dels primers metges que van alertar sobre el risc del coronavirus, el 30 de desembre de 2019.
El 3 de gener de 2020, la policia de Wuhan el va convocar i amonestar per "fer comentaris falsos a Internet". Li va tornar a treballar, però va contreure el virus d'un pacient infectat i va morir a causa de la malaltia el 7 de febrer de 2020. A Wuhan, és considerat per alguns un heroi local i símbol del desafiament al controlat discurs oficial.